# O'Dayne Richards
O'Dayne Richards (Jamaica, 14 de diciembre de 1988) es un atleta jamaicano, especialista en la prueba de lanzamiento de peso, con la que ha logrado ser medallista de bronce mundial en 2015.

## Carrera deportiva
En el Mundial de Pekín 2015 gana la medalla de bronce en lanzamiento de peso, con una marca de 21,69 m que supuso récord nacional de Jamaica, quedando situado en el podio tras el estadounidense Joe Kovacs y el alemán David Storl.